# Orlovača
Orlovača (cyr. Орловача) – wieś w Bośni i Hercegowinie, w Republice Serbskiej, w mieście Prijedor. W 2013 roku liczyła 2918 mieszkańców.